# Каскадная пещера
Шахта Каскадная (КН 252-2; укр. Шахта Каскадна) — крупная карстовая пещера вертикального типа в Крыму на Ай-Петринской яйле Главной гряды Крымских гор. 

## Описание

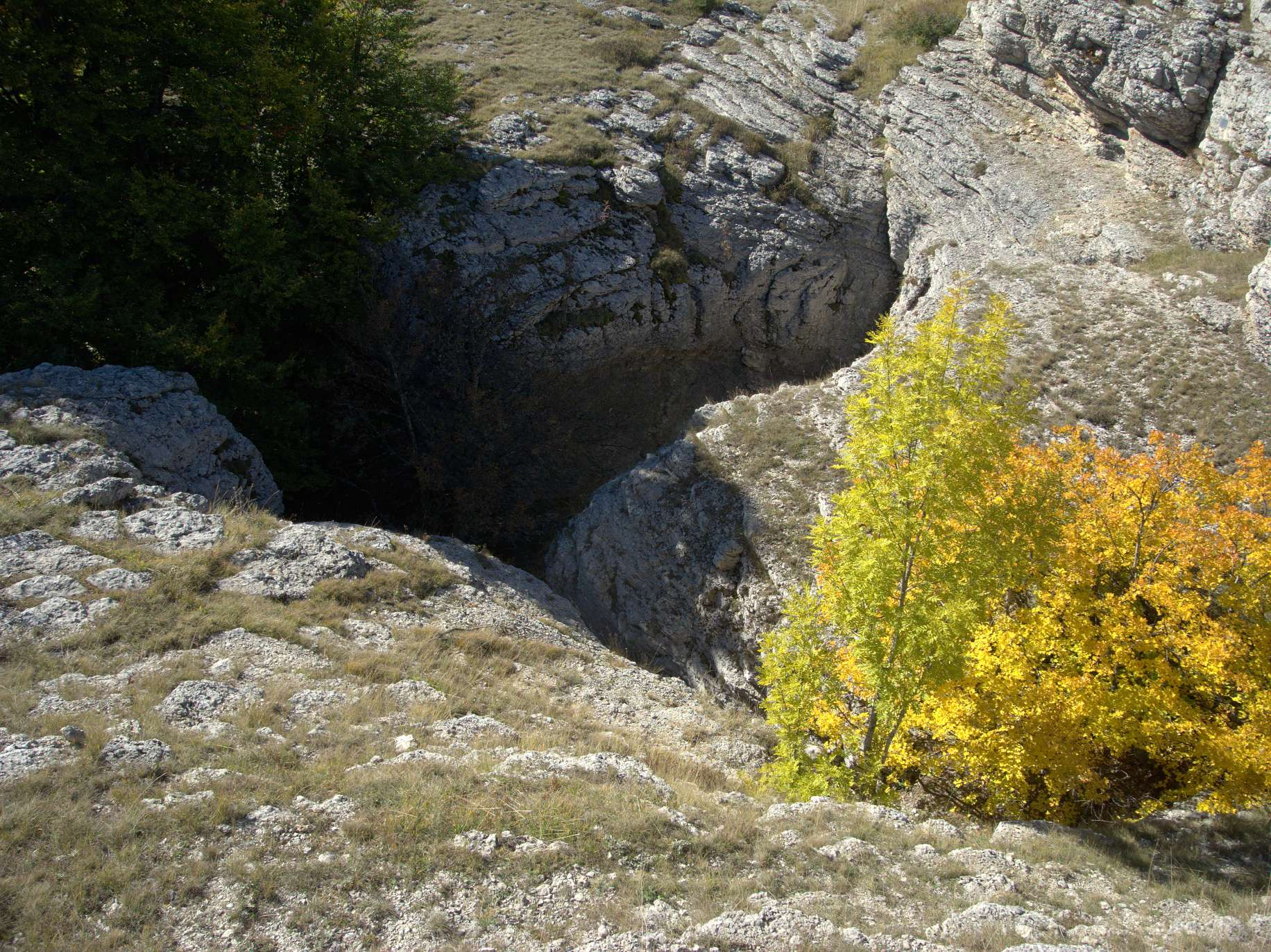
Входная воронка

Протяженность  —  1980 м, глубина  —  400 м, площадь  —  3500 м², объем  —  48000 м³, высота входа  —  1240 м, категория трудности  —  3Б.
На дне входной воронки можно обнаружить карстовый колодец глубиной около 70 метров. Далее углубления приводят в ряд залов и галерей. Суммарная разведанная глубина составляет 400 метров.
Пещера была открыта в 1956 году спелеологом Б. Н. Ивановым, а впервые глобально исследована экспедицией В. Н. Дублянского в 1958—1959 годах. Любительская экспедиция спортсменов в 1975 году дошла до глубины в 305 метров, а чуть позже до глубины в 400 метров. 
В 1994 году в пещере Каскадная работала Экспедиция Украинской спелеологической ассоциации, цели - прохождение, пересъемка, уборка мусора. Руководители Б. Ридуш (Черновцы) и О. Климчук (Киев). Руководитель научной части Р. Варгович (Ужгород). Был пройден на высоту 75 м Колодец Вздыбленных надежд. Спелеобиологический отряд под руководством провёл исследования подземной фауны в Каскадной и других пещерах Ай-Петри. Из пещеры было удалено около 100 кг мусора.
Исследования пещеры продолжаются, в 2004—2005 годах спелеологи исследовали сотни новых ходов и в общей сложности нашли новые ходы протяженностью около 2 км.